# Cathédrale d'Ely
La cathédrale d'Ely est située dans la ville d'Ely dans le Cambridgeshire en Angleterre. Ancienne abbaye saxonne fondée en 673, elle est détruite par les Vikings, puis restaurée suivant la règle de saint Benoît en 970. Après la conquête de l'Angleterre par les Normands, l'église est reconstruite sous les vocables de saint Pierre et de la Vierge par l'abbé Siméon (1081-1093) et devient le siège d'un évêché en 1109. Après la dissolution des monastères de 1539, Cathedral Church of the Holy and Undivided Trinity of Ely devient l'église mère du diocèse d'Ely de l'Église d'Angleterre, dans la région de l'Est-Anglie.
Monument classé de Grade I pour son exceptionnelle qualité, elle conserve une nef, des transepts et une partie de la façade ouest construits par les Normands en styles roman et roman tardif. L'église primitive est transformée avec l'ajout d'une galilée en gothique primitif, un chœur en gothique décoré et une merveilleuse lanterne octogonale. L'ensemble est construit avec des proportions typiquement anglaises.

## La période anglo-saxonne
Le site de la cathédrale actuelle était autrefois une île au milieu de marais et était si peu accessible qu'elle fut un important point de la résistance anglo-saxonne aux Normands entre 1066 et 1071.
Le premier édifice chrétien construit en ce lieu est le monastère double fondé en 673 par sainte Etheldrède, princesse saxonne de la région East-Anglie, qui repose d'ailleurs à l'intérieur de la cathédrale, face au maître-autel. Détruit par les Danois en 870, le monastère est reconstruit pour devenir une communauté bénédictine en 970 par l'évêque de la cathédrale de Winchester Æthelwold et devient l'un des plus riches d'Angleterre. L'église est dédiée à saint Pierre et à la Vierge par Dunstan en 974. Il ne reste rien des constructions saxonnes de l'abbaye, mais des tombes sont trouvées à l'est de la nef actuelle,.

## La période normande

### Contexte
Avant la conquête normande de l'Angleterre en 1066, dans le litige entre le roi Harold et Guillaume le Bâtard, le pape donne raison à Guillaume, car il s'engage à réformer l'Église d'Angleterre. Après 1066, la reconstruction complète des cathédrales saxonnes d'Angleterre par les Normands représente le plus important programme de constructions ecclésiastiques de l'Europe médiévale et les plus grandes structures érigées dans l'Europe chrétienne depuis la fin de l'Empire romain. Toutes les cathédrales médiévales d'Angleterre sauf Salisbury, Lichfied et Wells ont des traces d'architecture normande. La cathédrale de Peterborough, la cathédrale de Durham, et la cathédrale de Norwich sont presque entièrement normandes et dans les autres, il reste des parties importantes dont une partie de la nef et des transepts et la tour sud-ouest de la cathédrale d'Ely. Guillaume le Conquérant nomme Lanfranc  abbé de l'abbaye Saint-Étienne de Caen, archevêque de Canterbury en 1070 pour restructurer l'Église d'Angleterre. Pendant les absences du roi, Lanfranc et Odon de Bayeux dominent le conseil qui administre le royaume.

### Architecture

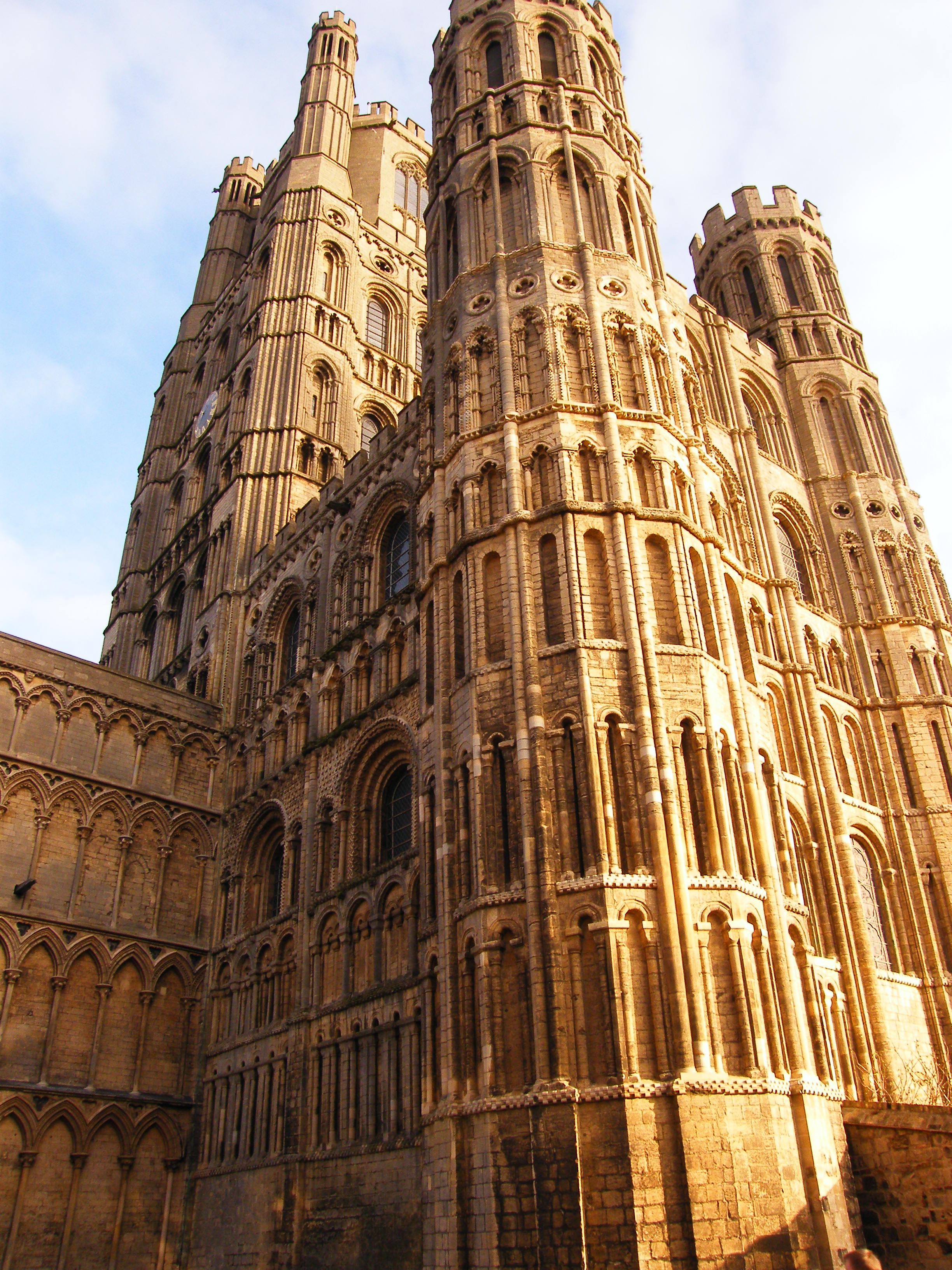
Tour sud-ouest normande.

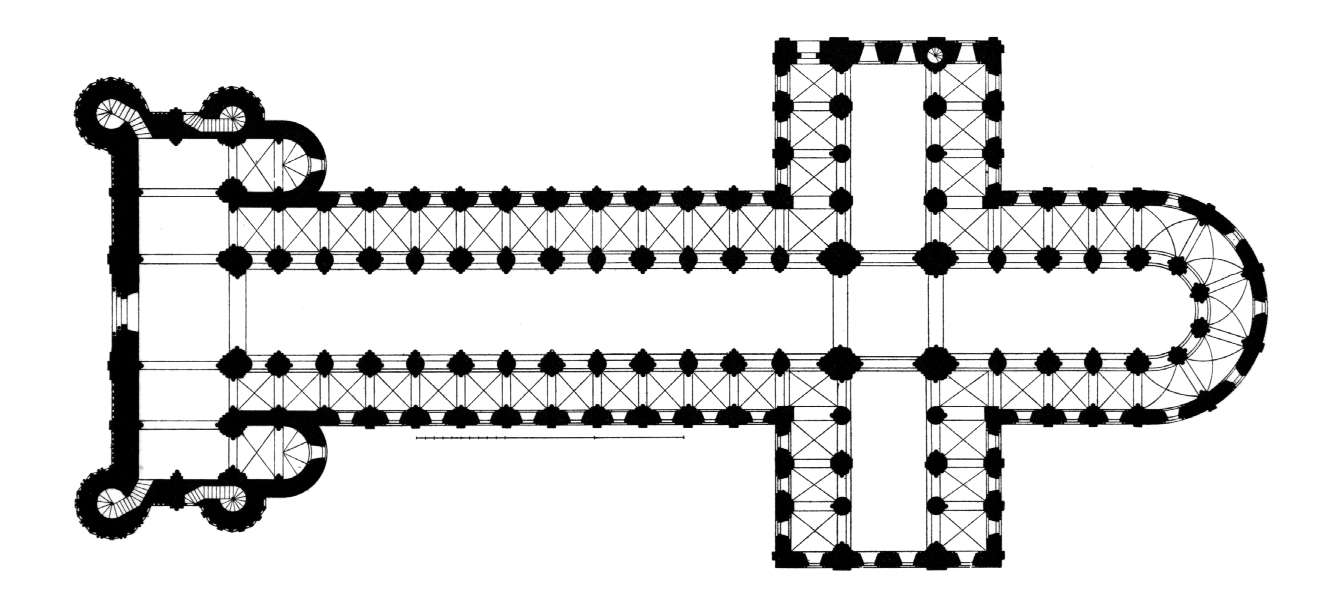
Plan primitif de la cathédrale normande.

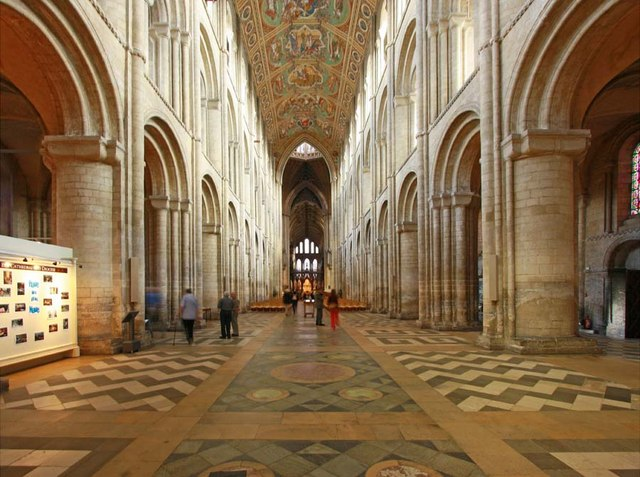
Nef romane normande.

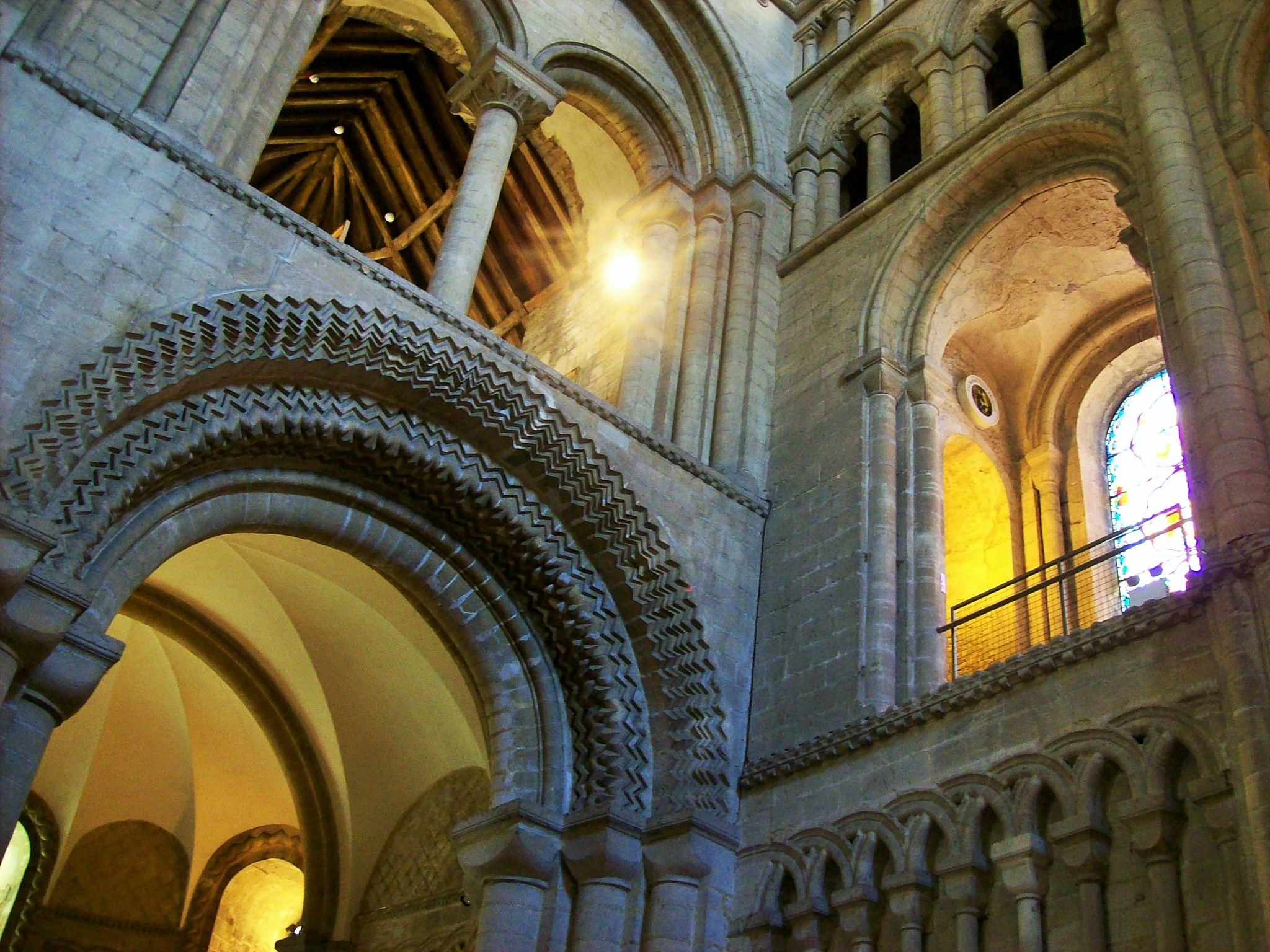
Détails d'architecture romane normande.

Foyer de résistance à l'expansion normande, le roi Guillaume le Conquérant tient l'abbaye d'Ely pour responsable de la révolte de 1068-1071, la frappe  d'une lourde amende et y met une garnison de chevaliers normands. Mais après une assez longue période de suspicion, les Normands jugent indispensable de montrer leur force irrésistible et commencent la reconstruction.
L'abbaye d'Ely est reprise en main par un moine de l'abbaye Saint-Ouen de Rouen : Siméon, ancien prieur et bâtisseur de la cathédrale de Winchester, mais aussi le frère de l'évêque de cette ville. Ce Normand se met au travail dès 1081 et construit presque sans interruption pendant une dizaine d'années. À sa mort en 1093, le plan est entièrement dessiné et le chantier déjà très avancé. On y trouve de nombreuses similitudes avec la cathédrale de Winchester : plan cruciforme avec tour à la croisée du transept, abside demi-circulaire et élévation à trois niveaux. Le chœur de quatre travées terminé à l'est par une abside sans déambulatoire a aujourd'hui disparu, mais il reste la partie basse du mur est du transept.
Après un arrêt de sept ans dû à la rapacité du roi Guillaume le Roux, les travaux reprennent après 1100 avec l'abbé Richard, venu de l'abbaye du Bec en Normandie. C'est un membre d'une très noble famille, proche de la dynastie normande et au bout de cinq ans, toute la moitié est de l'église peut être mise en service. Les reliques de sainte Etheldreda et de ses acolytes Sexburga et Withberga y sont transférées.
En 1109, cette très belle église, une des plus belles d'Angleterre est jugée digne de devenir un siège épiscopal au profit du Breton Hervey. L'abbatiale est élevée en cathédrale, ce qui donne un double caractère à l'édifice : épiscopal et monastique. Cette double fonction est fréquente en Angleterre où les cathédrales sont souvent entourées de cloîtres et de bâtiments conventuels, comme à la cathédrale de Canterbury, la cathédrale de Winchester, la cathédrale de  Durham...
Ce changement de fonction donne lieu à un partage de revenus peu propice à la poursuite des travaux. La construction de la cathédrale, qui reprend après 1133 en dépit des guerres civiles avec la partie ouest, l'achèvement de la nef et la façade, un second transept complet avec des chapelles orientées à chaque croisillon, est terminée vers 1180 par l'évêque Geoffroy Ridel. Ce massif occidental est une disposition rare dans les îles britanniques : on la retrouve à l'abbaye de Kelso en Écosse. Il peut être d'origine carolingienne ou ottonienne, mais à Ely, il doit être un héritage direct de l'église saxonne du Xe siècle. De style roman tardif, il annonce le gothique primitif par la légèreté relative des arcatures plaquées employées ici de manière systématique.

### Sculpture

#### Contexte
La sculpture romane en Angleterre est liée à l'art normand avec des apports de l'art anglo-saxon qui l'a précédé. L'art primitif anglo-saxon n'est pas un simple rameau de l'art ottonien, il est lié aux traditions locales comme aux arts de Scandinavie introduits par les Vikings. Il a été façonné par des influences diverses : celle des ivoires carolingiens, des enluminures des écoles de Winsminster, des tombes et des croix scandinaves. Dans tous les cas, les sculpteurs ont peu de souci de l'accord à établir entre leurs productions et le cadre architectural.
Au moment de la conquête, la sculpture normande est en pleine vitalité et en contact avec les différents centres qui fleurissent alors. Un style purement normand, œuvre probable d'architectes venus de Normandie, s'impose après la conquête dans la plupart des édifices britanniques.
Des motifs continentaux sont introduits comme ceux en faible relief qui dessinent des étoiles, des losanges et des formes anguleuses. Cet ornement est très populaire à la fin du XIe siècle et le début du XIIe siècle, comme l'attestent de nombreux portails décorés de chevrons et autres motifs abstraits. L'introduction en Angleterre du tympan semble coïncider avec l'arrivée des Normands.
Les artistes anglo-saxons sont appréciés et non méprisés  par les Normands et jouent à ce moment-là un rôle essentiel. Certains chapiteaux de la cathédrale d'Ely composés vers 1090 à la manière normande ont des méplats jetés sur la corbeille et s'inspirent d'œuvres comme la tapisserie de Bayeux exécutée par des Anglo-saxons.
À l'église de Milborne Port, le portail des environs de 1090 est de style anglo-saxon et les lions affrontés du tympan se retrouvent sur les chapiteaux de la cathédrale d'Ely, comme sur les bordures de la tapisserie de Bayeux. Les chapiteaux des piédroits montrent une tête animale qui sort directement d'un manuscrit de la cathédrale de Winchester, comme les chapiteaux de la tour centrale.
La sculpture anglaise ne peut s'empêcher, du fait de ces traditions, de transformer en décor à fleur de pierre ce qui ailleurs est un  élément monumental, comme aux portails de la cathédrale d'Ely et de Water Straford. Les moulures et les dessins géométriques, les arcatures sont les formes géométriques majeures, en particulier à l'extérieur.
Les sculpteurs normands ont adapté la sculpture à l'architecture, tandis que les Anglo-saxons insèrent des panneaux dans les murs, sans lien avec les éléments de structure.

#### Sculptures subsistantes

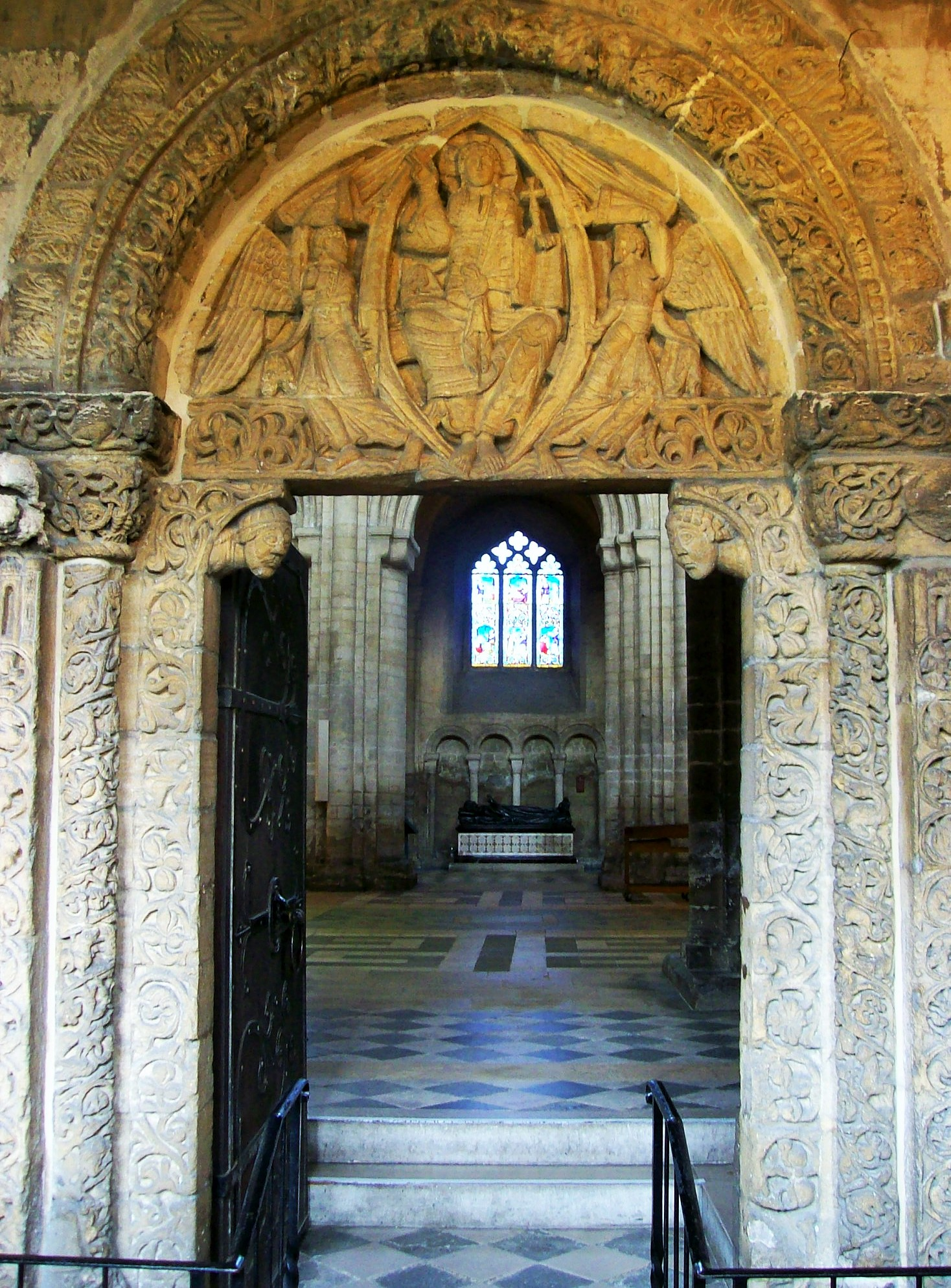
La porte du prieur.

La cathédrale conserve plusieurs séries de chapiteaux dans les bras des transepts, des modillons, trois portes de communication avec le cloître et une pierre tombale d'évêque de cette période romane. Elles sont réalisées avec la pierre des carrières de Barnack et on trouve des liens stylistiques liés aux sculpteurs des petites églises des environs de Barnack.
Les chapiteaux des bras des transepts, surtout ceux du sud, définissent un style anglo-normand avec des éléments normands : animaux fantastiques qui viennent des techniques utilisées dans les bordures de la Tapisserie de Bayeux, des éléments anglo-saxons comme les feuillages empruntés aux enluminures et des éléments géométriques communs aux pays des deux côtés de la Manche.
Les trois portes dites des Vestiaires dans le bras sud du transept, des Moines et du Prieur dans le bas-côté sud de la nef, témoignent du brillant développement de la sculpture romane à Ely vers 1135. Le décor de ces portes est d'une exceptionnelle richesse avec des feuillages, rinceaux, cannelures en spirales, animaux réels et fantastiques, des sujets sacrés et profanes.
Le tympan de la porte du Prieur a une valeur particulière, car on y voit un Christ jeune et imberbe en majesté, tenant un livre avec une croix de la main gauche et bénissant de la main droite. Dans ce thème classique, le visage imberbe et la croix sont des particularités notables, comme les deux anges, dont l'un est barbu.
La pierre tombale, qui est peut-être celle de l'évêque Néel, représente sous une arcature surmontée de motifs architecturaux l'archange Saint Michel tenant une petite figure pourvue d'une crosse qui peut représenter l'âme d'un évêque d'Ely. Réalisée en pierre de Tournai, cette œuvre vient des carrières qui ont aussi donné la série de fonts baptismaux comme celui de la cathédrale de Winchester.

### Manuscrits et enluminures

#### Contexte
Le manuscrit est une source irremplaçable de connaissance et d'appréciation du niveau intellectuel, culturel et artistique des catégories de la société qui selon les époques et les circonstances y ont accès. À l'époque romane, la production et la décoration des livres se fait essentiellement en milieu religieux et aux sièges des évêchés. La conquête normande de l'Angleterre coïncide en Europe occidentale avec une période de renouveau intellectuel et de réforme ecclésiastique qui demande des livres apportant des réponses aux questions de théologie, de doctrine et de philosophie. Les ouvrages les plus importants après la Bible sont les écrits des Pères de l'Église latine : Augustin, Jérôme, Grégoire et Ambroise.
Avant 1066, la majorité des moines et des clercs anglais ont une médiocre connaissance du latin et utilisent des livres en langue vernaculaire. Pour que les copistes anglais puissent copier les textes essentiels, il faut les importer du continent. Lanfranc, archevêque de Canterbury et Herbert, évêque de Norwich, demande des livres et des copistes aux abbayes normandes, l'évêque de Durham amène des copistes du Bec qui dominent la production jusqu'au début du XIIe siècle. Aux XIe siècle et XIIe siècle, la Normandie exporte vers l'Angleterre 32 ouvrages. Canterbury reçoit 6 livres de l'abbaye du Bec, de l'abbaye Saint-Pierre de Préaux et de l'abbaye du Mont-Saint-Michel, la cathédrale d'Exeter 17, la cathédrale Saint-Paul de Londres 2, l'abbaye de Malmesbury1, la cathédrale de Salisbury 1, la cathédrale de Worcester 1, plus quatre de provenance incertaine. Dans le demi-siècle qui suit la conquête, l'Angleterre et la Normandie forment une ère culturelle commune.
La grande période créatrice des XIe siècle et XIIe siècle a son apogée dans les scriptoria monastiques aux environs de 1100. Cette floraison exceptionnelle doit être mise en parallèle avec l'apogée romane de l'architecture. Elle est le fruit d'un jeu complexe d'influences des écoles carolingiennes et anglo-saxonnes. Les conquêtes normandes de l'Angleterre et de l'Italie du Sud au XIe siècle ont élargi le champ des relations artistiques et intensifié les courants d'échanges. Dès le début du XIe siècle, le renouveau monastique de Normandie et le développement des scriptoria de l'abbaye du Mont-Saint-Michel et de l'abbaye de Fécamp bénéficient de l'influence de l'enluminure anglo-saxonne et il se crée en Normandie un style marqué par la conjonction de traditions carolingiennes et d'apports d'Angleterre ,.

#### Manuscrits subsistants

##### Liber Eliensis

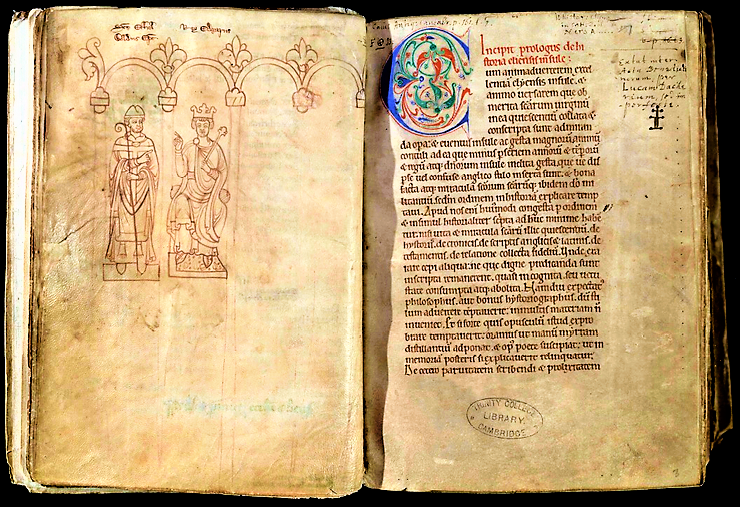
Liber Eliensis.

Le manuscrit Liber Eliensis est composé de trois livres écrits en latin à la cathédrale d'Ely sous les évêques Hervey (1109-1133) et Ridel (1173-1189). C'est une chronique anglaise qui s'étend de la fondation de l'abbaye en 673 au milieu du XIIe siècle avec la vie des saints, sainte Etheldrede, la patronne du monastère, la vie de l'évêque Néel (1133-1169), l'anarchie sous le roi Étienne, les achats de terres et l'histoire de la région.

##### Chronique anglo-saxonne
L'exemplaire d'Ely comporte trois textes sur l'histoire anglaise de 1042 à 1346. Le premier texte est consacré à une note sur la Vraie Croix, puis une liste d'archevêques de la cathédrale de Canterbury qui ont reçu le pallium. Cette liste a été ajoutée au dernier quart du XIe siècle ou au premier quart du XIIe siècle avec une décoration de capitales, initiales et affichage en noir. Le deuxième texte contient un cartulaire précoce bien qu'imparfait de la cathédrale-prieuré d'Ely. La majeure partie du texte est écrite à la fin du XIIe siècle avec des additions à partir du milieu du XIIIe siècle. Les décorations portent sur les initiales en rouge, vert et bleu. Les rubriques et les titres sont en rouge. Le troisième texte est une chronique de l'histoire de l'Angleterre de 1042 à 1346. L'essentiel du texte est écrit en anglo-normand, avec quelques parties latines. La décoration comporte une grande première en or sur fond rouge et bleu, avec des détails botaniques. Les initiales sont en bleu et rouge avec des détails de feuilles partout. Les titres et les rubriques sont en rouge et bleu.

## La période anglaise

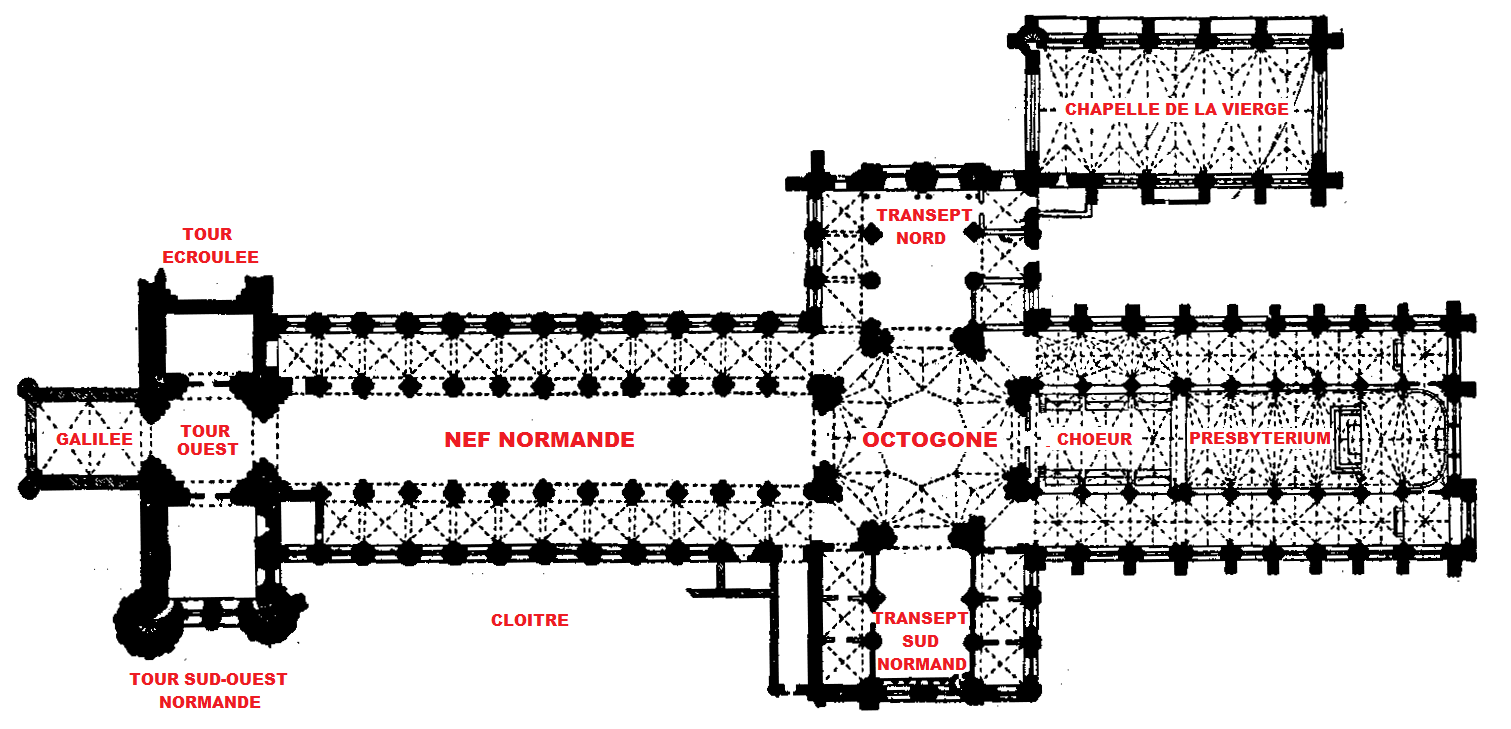
Plan actuel.

### La galilée
À l'extrémité ouest de la cathédrale, devant la façade normande, est construit un porche ou galilée, à l'image de ce qu'on trouve à la cathédrale de Durham. Sa fonction avec ses deux étages est peu claire, comme sa date de construction controversée. Elle est généralement attribuée à l'évêque Eustache (1198-1215). Son style est en gothique primitif.

### L'est de la cathédrale

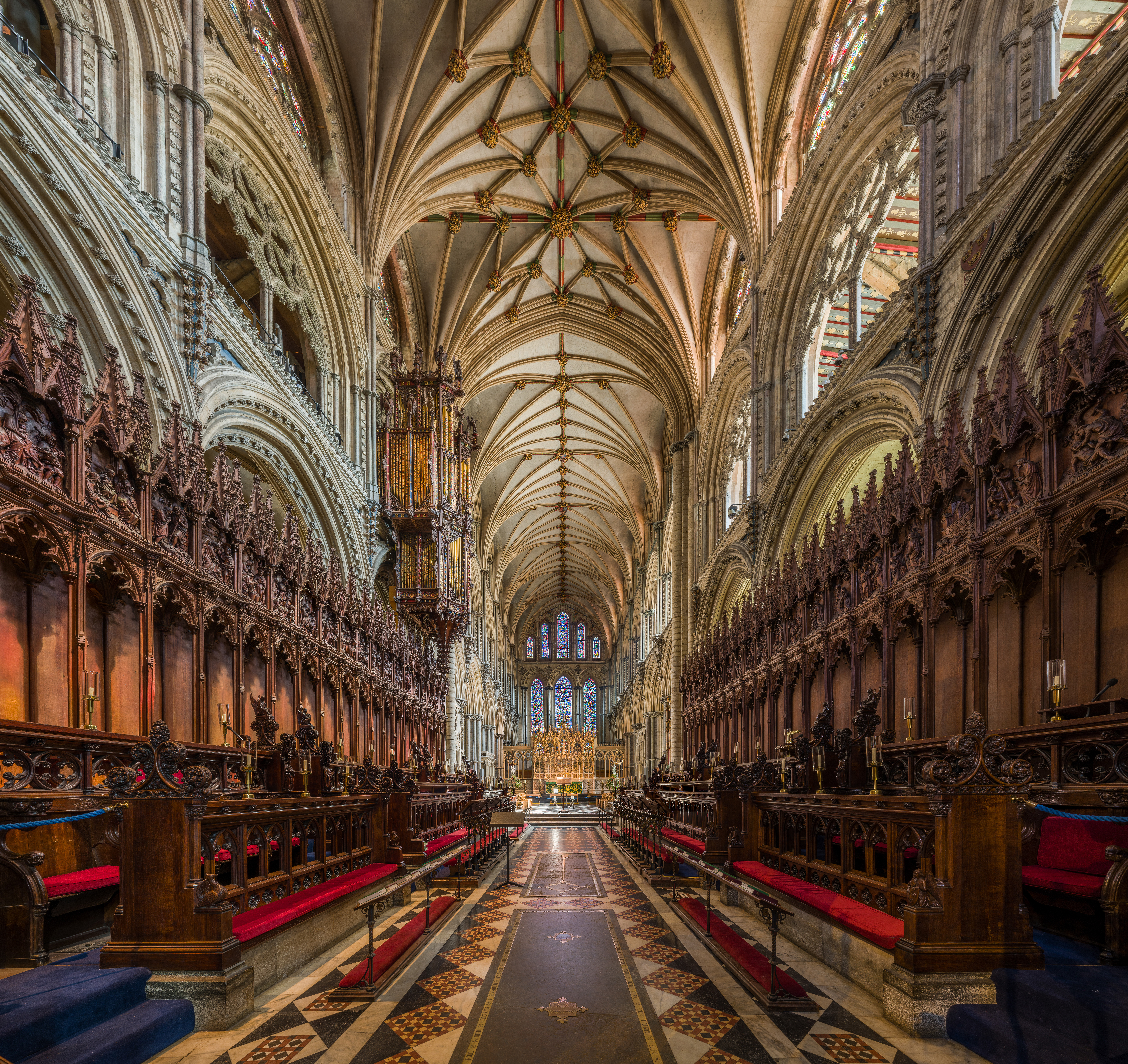
Le chœur.

La première modification importante de l'église normande est l'adjonction dans la partie est du bâtiment d'un presbytérium  ou arrière-chœur avec la démolition partielle de l'abside romane par l'évêque Hugh de Northwold (1229-1254). Il construit six travées composées d'une nef centrale et de collatéraux dans le prolongement des travées romanes conservées à l'est de la tour centrale. Le triforium est au même niveau que celui de la nef. Le nouveau maître-autel est placé sur l'ancien maître-autel normand. La décoration est riche, les chapiteaux et les clés de voûtes sculptés avec des éléments végétaux dans le marbre de Purbeck. Le style est en gothique décoré.

### La chapelle de la Vierge

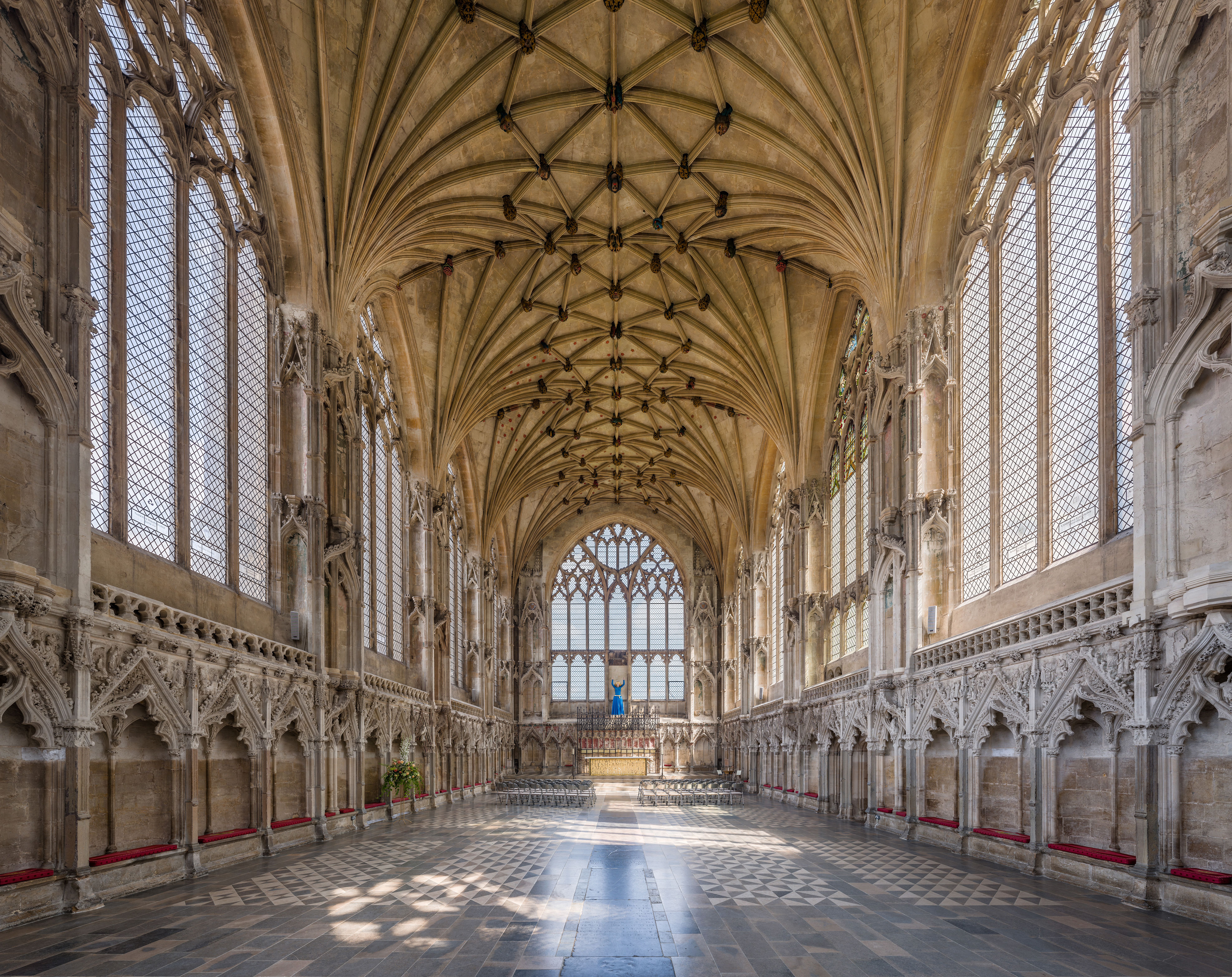
Chapelle de la Vierge.

Dans le premier quart du XIVe siècle, conformément à la politique ecclésiastique de l'époque, on décide de construire une chapelle de la Vierge, au nord et presque détachée de la cathédrale. La première pierre est posée en 1321. La façade Est est réalisée sous l'épiscopat de Barnet entre 1371 et 1375. Elle a une verrière de sept vitraux et neuf niches pour accueillir des sculptures. La façade ouest, qui donne accès aux fidèles, a huit vitraux et beaucoup de niches pour les sculptures. À l'intérieur, 74 niches bancs occupent les parois. Le retable est refait par l'évêque Fordham (1388-1425). La pierre utilisée est en majeure partie celle de Barnack avec, pour les sculptures et le sol, le marbre de Purbeck. Le style gothique décoré est particulièrement exubérant.

### L'octogone

L'octogone et la nef.

La caractéristique la plus célèbre et mémorisable de la cathédrale d'Ely est sa tour octogonale centrale. Le 13 février 1322, la tour normande s'écroule pour la deuxième fois, certainement pour des problèmes de structure et de sol.
Les concepteurs redonnent à la nouvelle construction une assise plus large en enlevant les quatre piliers de la tour d'origine et en absorbant une partie des arcades voisines de la nef, du chœur et du transept dans un large octogone.
La grande tour octogonale en pierre, avec ses huit piliers, supporte un spectaculaire toit en bois d'une grande complexité et utilisant de très grands arbres. La lanterne centrale octogonale est décorée d'anges musiciens sur des panneaux ouvrants, accessibles depuis le toit aux choristes, permettant des effets de chants depuis le sommet de la tour. Le centre est marqué par une clé dans une seule pièce de bois, avec un Christ en majesté.

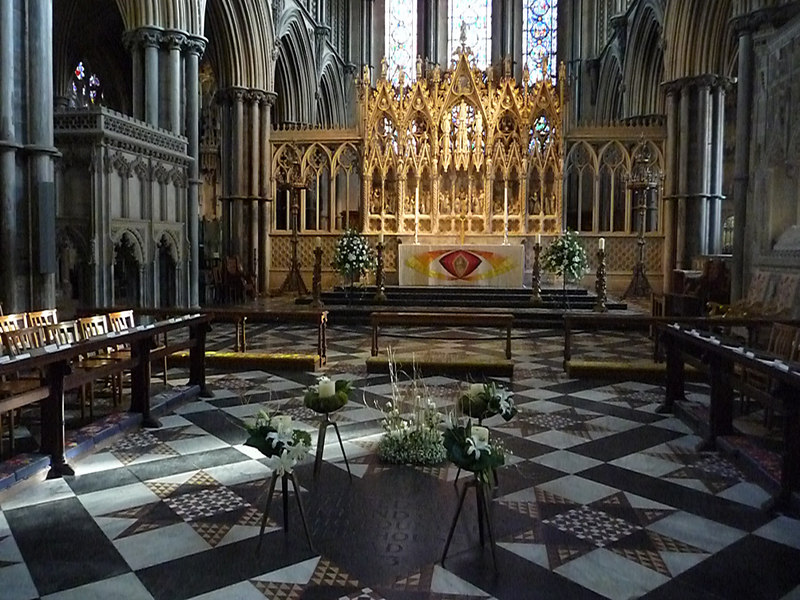
Le presbyterium.
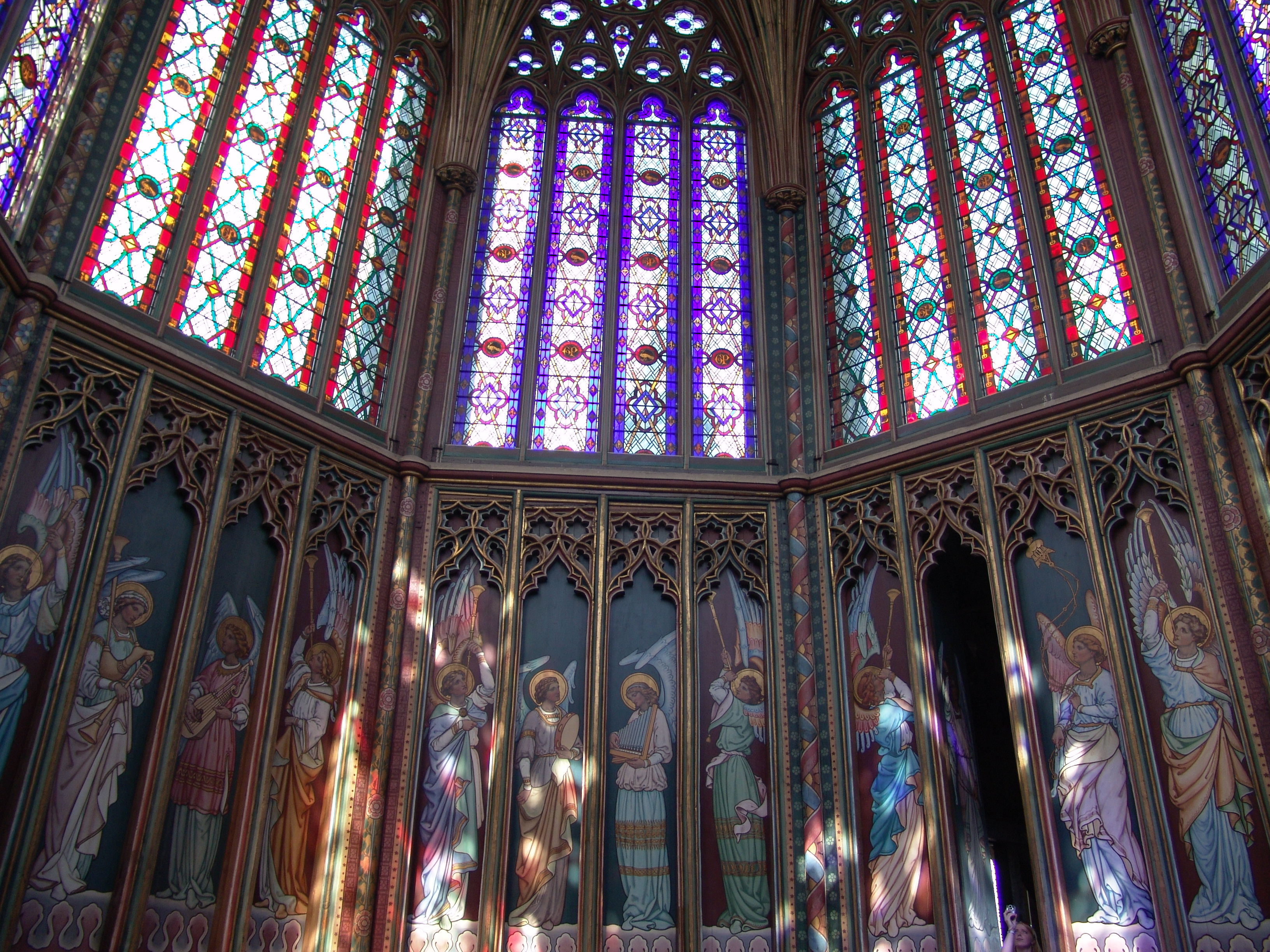
La lanterne.

## La dissolution des monastères
Depuis la dissolution des monastères par le roi Henri VIII en 1539, la cathédrale-prieuré d'Ely est dans un état de demi abandon accompagné par la destruction des tombes saintes, du cloître et d'une bonne partie des bâtiments conventuels. Elle n'existe plus qu'en tant que cathédrale. En 1566, la chapelle de la Vierge est attribuée à la paroisse de la Sainte Trinité.
Au milieu du XVIIIe siècle, une restauration précise et consciencieuse est entreprise par James Essex, puis des travaux sous Victoria par G. G. Scott portent sur les parties gothiques plus que sur les parties romanes.

## Liste des abbés
- Siméon (-1093), moine de Saint-Ouen de Rouen, ancien prieur de Winchester
- Richard, moine du Bec

## Représentations picturales et artistiques
Le peintre Joseph Mallord William Turner (1775-1851) en a fait plusieurs dessins ainsi que quelques aquarelles :
- Transept sud (vers 1797)[17]
- Transept nord et chœur (vers 1797)[18]

La cathédrale apparait également au centre de la pochette de l'album des Pink Floyd sorti en 1994, The Division Bell, entourée par deux immenses masques.

## Galerie

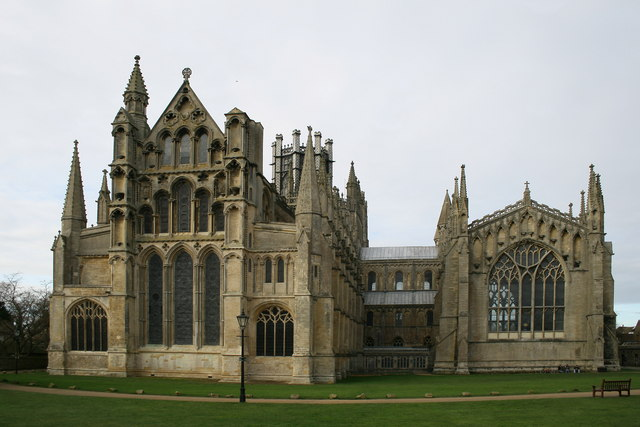
Façade Est.
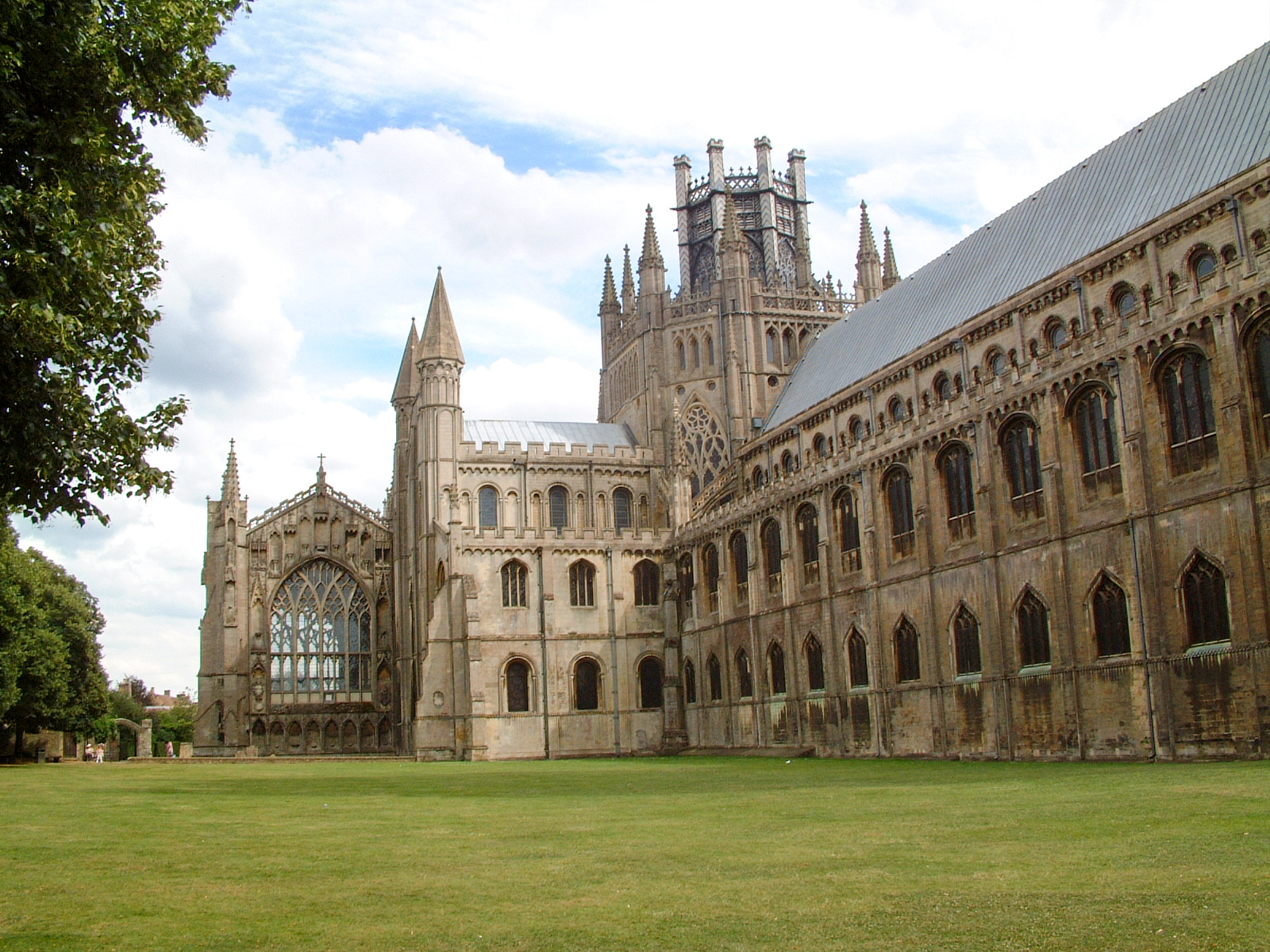
Façade Nord.
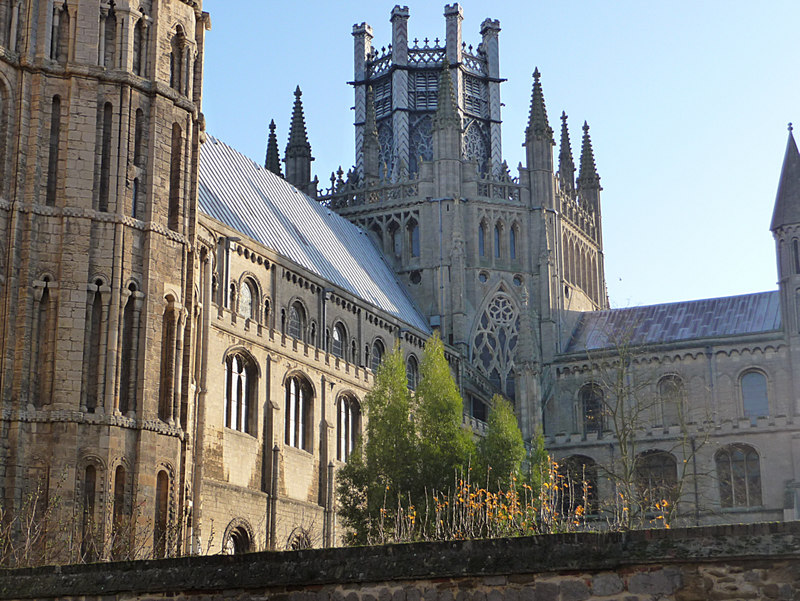
Façade Sud.
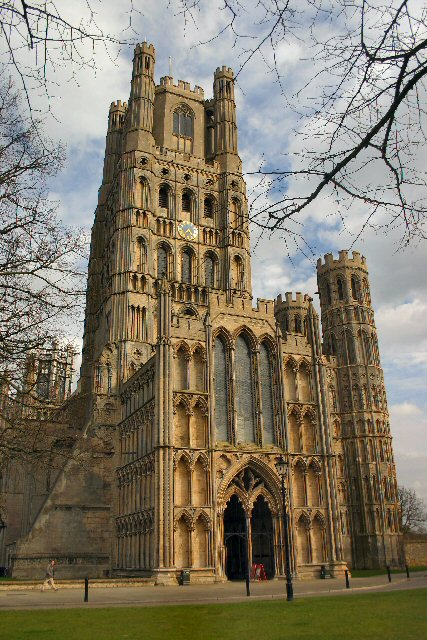
La galilée Ouest.